# Argostemma johorense
Argostemma johorense är en måreväxtart som beskrevs av Henry Nicholas Ridley. Argostemma johorense ingår i släktet Argostemma och familjen måreväxter. Inga underarter finns listade i Catalogue of Life.